# Vaganski Vrh
Il Vaganski Vrh o Monte Drago (1.757 m s.l.m.) è il terzo monte croato per altezza. Fa parte delle Alpi Bebie, la catena più importante dell'intera Croazia. Il Vaganski Vrh appartiene all'orogenesi alpina.